# Hiszpański Instytut Handlu Zagranicznego
Hiszpański Instytut Handlu Zagranicznego (hiszp. Instituto Español de Comercio Exterior, ICEX) z siedzibą w Madrycie – instytucja publiczna rządu krajowego, powołaną dekretem królewskim jako Krajowy Instytut Rozwoju Eksportu (Instituto Nacional de Fomento de la Exportación, INFE), koordynowaną przez Ministerstwo Przemysłu, Turystyki i Handlu, Sekretariat Handlu Zagranicznego (Ministerio de Industria, Turismo y Comercio, Secretaría General de Comercio Exterior) którego misją było wspieranie umiędzynarodowienia przedsiębiorstw hiszpańskich, przyczyniając się do ich konkurencyjności i wartości dodanej dla gospodarki jako całości. W 1987 zmieniono nazwę na obecną. Świadczy swoje usługi poprzez sieć 31 prowincjonalnych i terytorialnych dyrekcji handlowych w kraju i prawie 100 biur gospodarczych i handlowych za granicą. Utrzymuje też 13 centrów biznesu.

## Siedziba
Siedziba główna mieściła się przy Paseo de la Castellana 14 (-2016), obecnie przy Paseo de la Castellana 278. Oddział ICEX w Warszawie zlokalizowany był przy ul. Świętokrzyskiej 36 (1990), obecnie przy ul. Genewskiej 16 (1996-).